# Павутинник фіолетовий
Павутинник фіолетовий (Cortinarius violaceus) — вид базидіокотових грибів родини павутинникових (Cortinariaceae) порядку агарикальних (Agaricales).

## Назва
Свою назву — павутинник — він отримав через павутиннисті волокна, що утворюють своєрідне покривало, яке огортає капелюшок гриба і його ніжку. Це захищає його від пошкоджень і створює оптимальне мікросередовище для дозріваючих спор. Це покривало розривається і зникає в міру зростання плодового тіла. Інша частина назви вказує на фіолетове забарвлення плодового тіла. У деяких регіонах Росії його називають приболотником фіолетовим, білоруси гриб називають товстухою.

### Синоніми
- Agaricus violaceus L., 1753basionym
- Gomphos violaceus (L.) Kuntze, 1898

## Опис
Павутинник фіолетовий має опуклу, радіально-волокнисту шапинку, вкриту дрібними лусочками, діаметр якої може досягати 15 см. Її краї можуть бути загнуті вниз або просто опущені, в зрілості вона стає плоскою. Забарвлення шапки темно-фіолетове. М'якоть у неї товста, злегка блакитнувата, м'яка, зі слабким ароматом кедрового дерева або масла. Може вицвітати до білого відтінку. Смак у шапки горіховий. Пластинки темно-фіолетові (з часом з'являється іржаво-бурий наліт), низхідні по ніжці, рідкісні. Спори гриба нерівнобічні, широкоеліпсоїдні, бородавчасті. Їхній порошок має іржаво-коричневий відтінок. Ніжка темно-фіолетова, щільна, біля основи є бульбоподібне здуття. На ній є сліди пасків паутинистого покривала. Може виростати на 16 см в довжину. Діаметр — 1,5-2 см..

## Місцезростання
Павутинник фіолетовий є рідкісним їстівним грибом, що зростає невеликими групами, однак частіше поодинці. Цей гриб плодоносить лише при суворо певних умовах. Павутинник фіолетовий має симбіотичний зв'язок (утворює мікоризу) з листяними і хвойними породами дерев: сосною, березою, ялиною, буком, дубом. Тому його можна зустріти у всіх типах лісів, де вони ростуть, хоча гриб цей рідкісний. Також можна знайти в сирих березняках і масивах з присутністю граба. Плодоносить павутинник фіолетовий з серпня по жовтень. Він полюбляє гумусові, кислі ґрунти, росте на підстилці з опалого листя, на моховитих ґрунтах біля країв сфагнових боліт.

## Поширення
В Європі, окрім України, зустрічається також в Австрії, Білорусі, Бельгії, Великій Британії, Данії, Італії, Латвії, Польщі, Румунії, Словаччині, Фінляндії, Франції, Чехії, Швеції, Швейцарії та Естонії. Також трапляється на території Росії (європейська частина, Сибір, Далекий Схід), в  Грузії, Казахстані, Японії, США, а також у Новій Гвінеї та на острові Борнео.

## Подібні види
Гриб можна сплутати з павутинником цапиним, який хоч і неїстівний, але не небезпечний. Зустрічається він в нижніх ярусах гір і хвойних лісових масивах і відрізняється сильним неприємним запахом. Павутинник фіолетовий також трохи схожий на павутинник камфорний, який теж є неїстівним.